# Islam i Tyskland
Islam i Tyskland är en religion som sedan 1920-talet utövats i Tyskland. Enligt uppskattningar från år 2018 lever mellan 3,8 och 4,3 miljoner muslimer i Tyskland. Den med marginal största gruppen härstammar från Turkiet (minst 2,6 miljoner) följt av muslimer från Balkan, arabiska länder i Mellanöstern och Nordafrika (i synneret Marocko), Syd och Sydostasien, Iran, Afrika och Centralasien. Av dessa är 45-50% tyska medborgare, delvis med dubblt medborgarskap. Det stora flertalet (75%) är sunniter varav den turkiskspråkiga muslimer alawiter har avgränsat sig och fungerar som ett separat religionssamfund.

## Historia

### 1960-talet och tidigare
Som i andra europeiska länder bildades de större muslimska grupperna ur arbetskraftinvandring under 1960-talet, men innan dess fanns en mindre diaspora av migranter, flyktingar och konvertiter. Ahmadiyya räknade sedan 1920-talet ett betydande konvertiter med tyskt ursprung. Utöver dessa mekanismer fanns även utbytesstudenter som migrerat till Tyskland för att studera och sedan slog sig ner i landet samt flykingar från inbördeskrig i Mellanöstern.
Under 1960-talet inledde kristna samfund interreligiösa dialoger med sina muslimska motsvarigheter för att hjälpa dem inlemmas i de tyska offentliga institutionerna.

#### Muslimska brödraskapet
I mitten av 1900-talet drevs ledningen till Muslimska Brödraskapet (MB) i exil ur Egypten och brödraskapet slog sig ner bland annat i Tyskland där de kunde arbeta utan politisk förföljelse. Samtidigt med färdigställandet av Islamisches Zentrum München(de) bildades år 1958 Moscheebaukommission in München, föregångare till Islamischen Gemeinschaft in Deutschland (IGD) som i slutet av 2018 bytte namn till Deutsche Muslimische Gemeinschaft(de) (DMG). DMG-är den viktigaste MB-kopplade organisationen i Tyskland.

### 1970-talet
Via omfattande familjeåterförening i värdlandet under 1970-talet bildades stora muslimska gemenskaper av arbetskraftsinvandrare vars tyngdpunkt i livsbanan förflyttades till Tyskland medan de upprätthöll sin nationalitet och sociala mönster från hemlandet. Detta gällde framförallt turkiska och marockanska grupper. I flera tyska städer utvecklade turkar i vissa stadsdelar en egen infrastruktur med affärer, företag. föreningar och tidigt bildades religiösa föreningar och moskéer grundades. Som i allmänhet för migranter stärktes det religiösa livet i utlandet. Även för de som knappt praktiserade sin religion förblev islam en viktig beståndsdel i deras sociala och kulturella identitet.
År 1975 bildades organisationen Islamische Gemeinschaft Millî Görüş (IGMG) som intensivt organiserar sociala och kulturella aktiviteter samt betonar vikten av det tyska språket. På grund av sin islampolitiska inriktning övervakades IGMG länge av säkerhetstjänsten Verfassungsschutz.

### 1980-talet
Under årtiondet växte bland muslimer inflytandet av religiösa normer angående böner, klädkoder och vardagsliv vilket ledde till betydande konflikter i de muslimska grupperna. Förutom efterverkningarna av den religiösa och politiska utvecklingen i Mellanöstern i Iran, Turkiet och arabländerna spelade behoven av självhävdelse, socialt erkännande och avgränsning från majoritetssamhället en roll i förstärkningen av religiösa normer för både yngre och äldre.
Under 1980-talet bildades paraplyorganisationer som finns än idag: Zentralrat der Muslime in Deutschland(de) (ZMD) bildades 1986 och fick sitt nuvarande namn 1994 och Islamrat für die Bundesrepublik Deutschland(de) (IR) bildades 1986. Turkiska regeringen bildade DİTİB (Diyanet İŞleri Türk-İslam Birliği) år 1984 som svar på Kaplan-rörelsen.

### 2000-talet
Eftersom arabiska islamistiska aktivister från Tyskland var delaktiga i 11 september-attackerna mot New York var detta första gången militanta islamism uppdagades i Tyskland.

### 2010-talet
År 2010 fanns enligt uppskattningar mellan 2300 och 2500 moskéer i Tyskland, varav 80-90% hade imamer som utbildats och finansierats av muslimska länder som i sin tur fick inflytande. Detta ledde till att tyska universitet startade utbildningar i islamisk teologi.
I december 2018 annonserade Tysklands förbundsregering att man avsåg att skärpa kontrollern av pengaflödet från Gulfstater som Saudiarabien, Kuwait och Qatar till radikala moskéer i landet. Initiativet avsåg särskilt den konservativa salafistiska inriktningen.

### 2020-talet
De flesta imamer kommer i Tyskland från utlandet, men huruvida de talar tyska var okänt. Regeringen lade därför fram ett förslag om att imamer måste kunna tyska för att vara verksamma i Tyskland. Språkkravet var ett led i att förbättra integrationen av invandrare i landet enligt inrikesminister Horst Seehofer.
I april 2020 klassade tyska myndigheter den libanesiska islamistgruppen Hizbollah som en terroristorganisation. Tidigare särskiljde myndigheterna på den politiska och den väpnade grenarna, men i och med beslutet klassades organisationen i sin helhet som en terroristorganisation. Beslutet togs efter att israeliska säkerhetstjänsten delade med sig av information till sin tyska motsvarighet om var Hizbollah förvarade hundratals kilo sprängmedel och underrättelser om penningtvätt-nätverk.
I juli förbjöd delstaten Baden-Württemberg heltäckande slöjor på skolelever som en utökning på det förbud som redan fanns för skolpersonal.

## Islamism
Enligt tyska myndigheten BfV år 2010 omfattade den islamistiska miljön i Tyskland 37 470 individer som var organiserade i 29 islamistiska organisationer och nätverk. Huvudsakligen verkade dessa genom att skapa inflytande via politik och socialt arbete men det fanns även militanta grupper (våldsbejakande). Miljön är i betydande grad av turkiskt ursprung. av Mot bakgrund av att det fanns runt 3-4 miljoner muslimer i Tyskland utgjorde den islamistiska miljön 1% av tyska muslimer, en högre andel än majoritetsbefolkningens andel som är organiserade i högerextremistiska eller vänsterextremistiska rörelser.
Islamistiska grupperingar uppmärksammades även i Tyskland efter 11 september-attackerna som jihadister genomförde år 2001 i New York. Ursprungligen koncentrerade sig myndigheterna först på de våldsbejakande grupperingarna utan att undersöka andra former av islamism, mot  bakgrund av att det med få undantag saknas akademiska studier om islamism inom tysk sociologi och islamologi från tidsperioden.
Tysklands med god marginal mest betydelsefulla islamistiska organisation är Islamische Gemeinschaft Milli Görüs(de) (IGMG), en avgrening av Millî Görüş-rörelsen från Turkiet.